# Strútsfjall
Strútsfjall är ett berg i republiken Island. Det ligger i regionen Västfjordarna, 200 km norr om huvudstaden Reykjavík. 
Det finns inga samhällen i närheten.